# Ханштедт (Нордхайде)
Ханштедт (нем. Hanstedt) — община в Германии, в земле Нижняя Саксония.
Входит в состав района Харбург. Подчиняется управлению Ханштедт. Население составляет 5169 человек (на 31 декабря 2010 года). Занимает площадь 59,3 км².
Коммуна подразделяется на 4 сельских округа.